# Lobuche
Lobuche (ook wel: Lobuje) is een klein dorpje in de dorpscommissie Khumjung, in het Solukhumbu district in het noordoosten van Nepal. Het is meer een overnachtingsplaats, de laatste met overdekt verblijf voor klimmers en wandelaars onderweg naar het basiskamp van de Mount Everest.

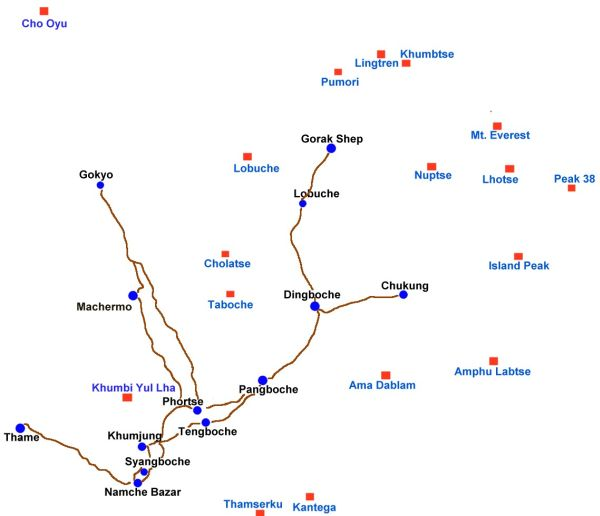
Kaart van de regio Khumbu

Lobuche
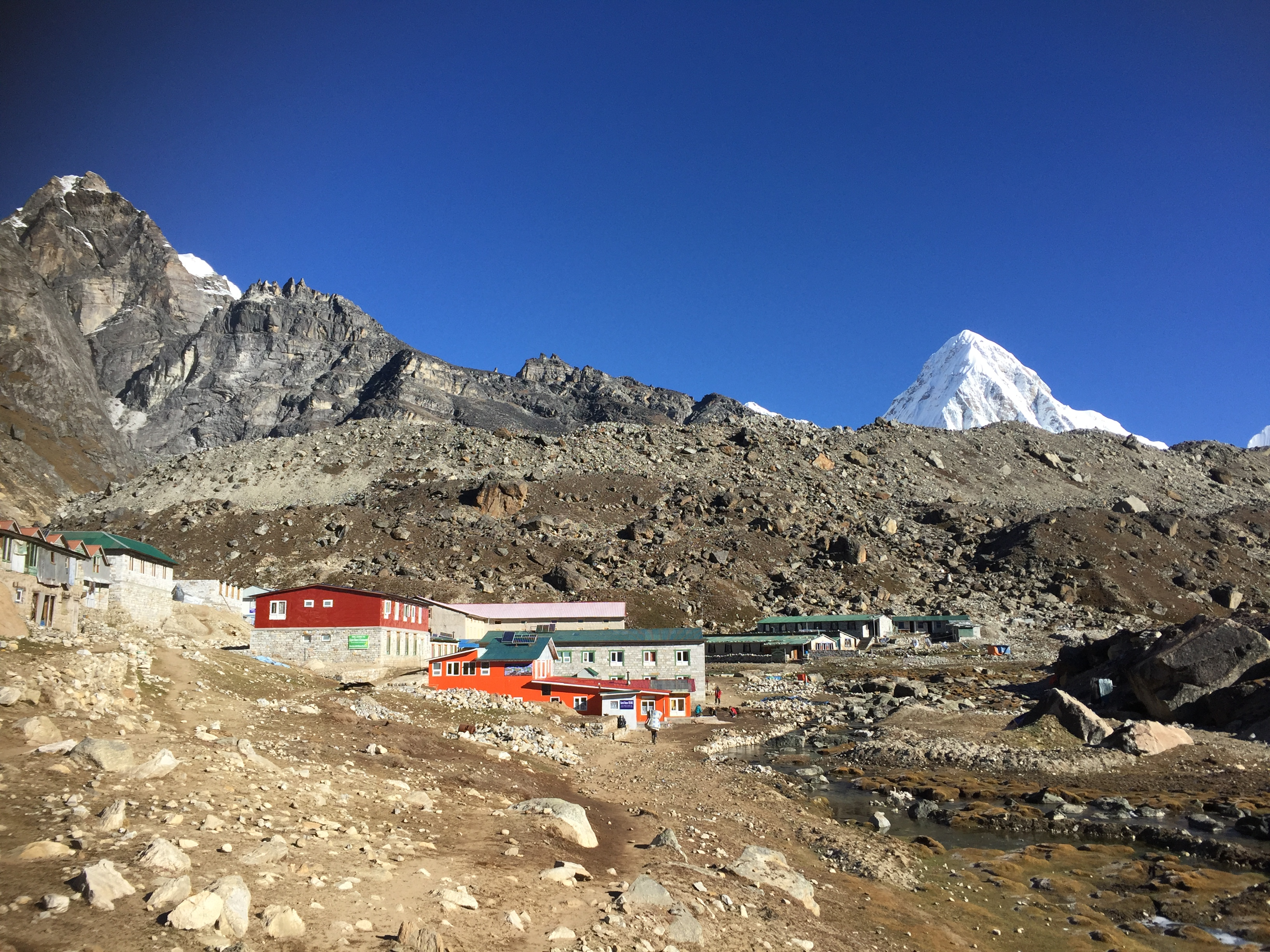
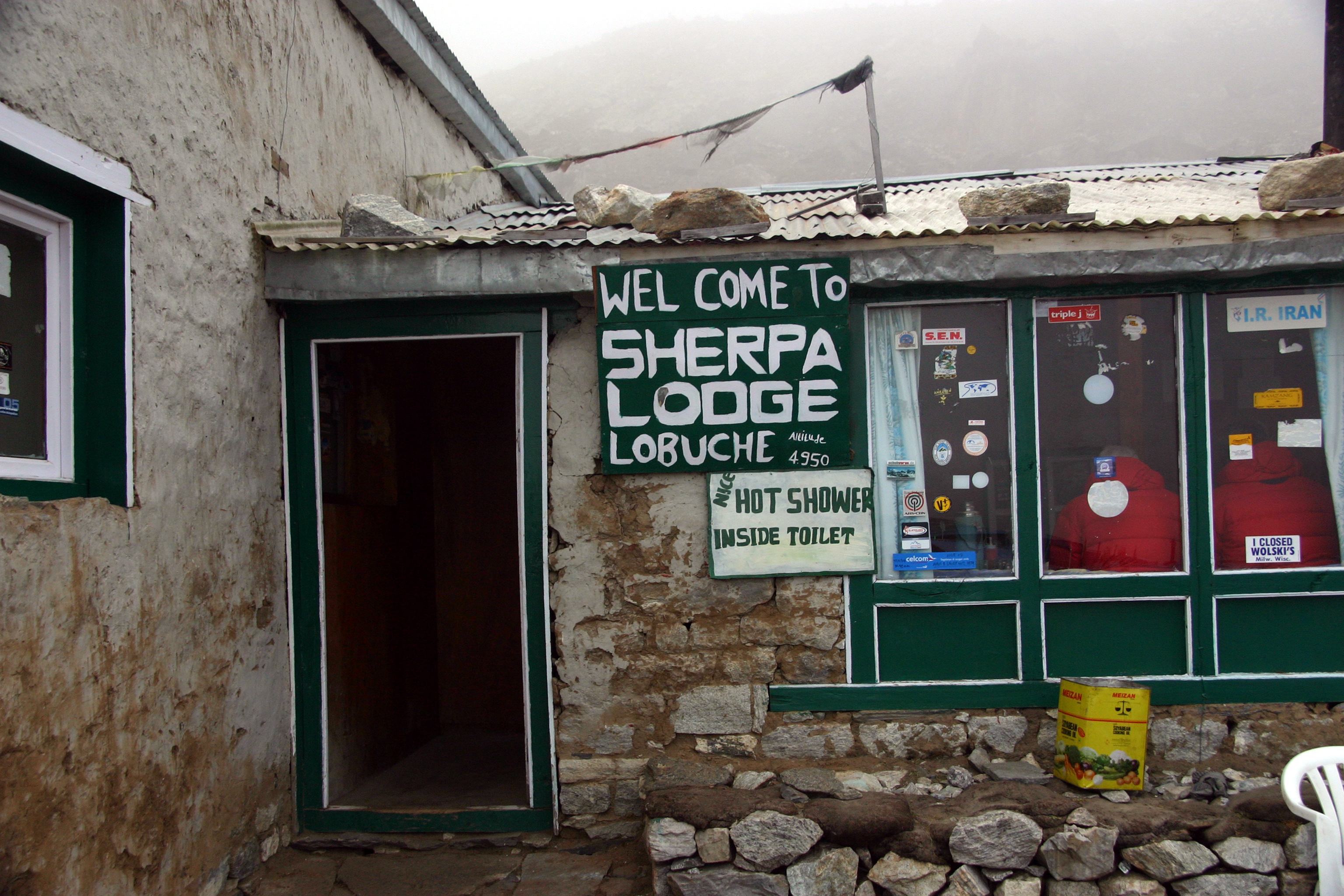
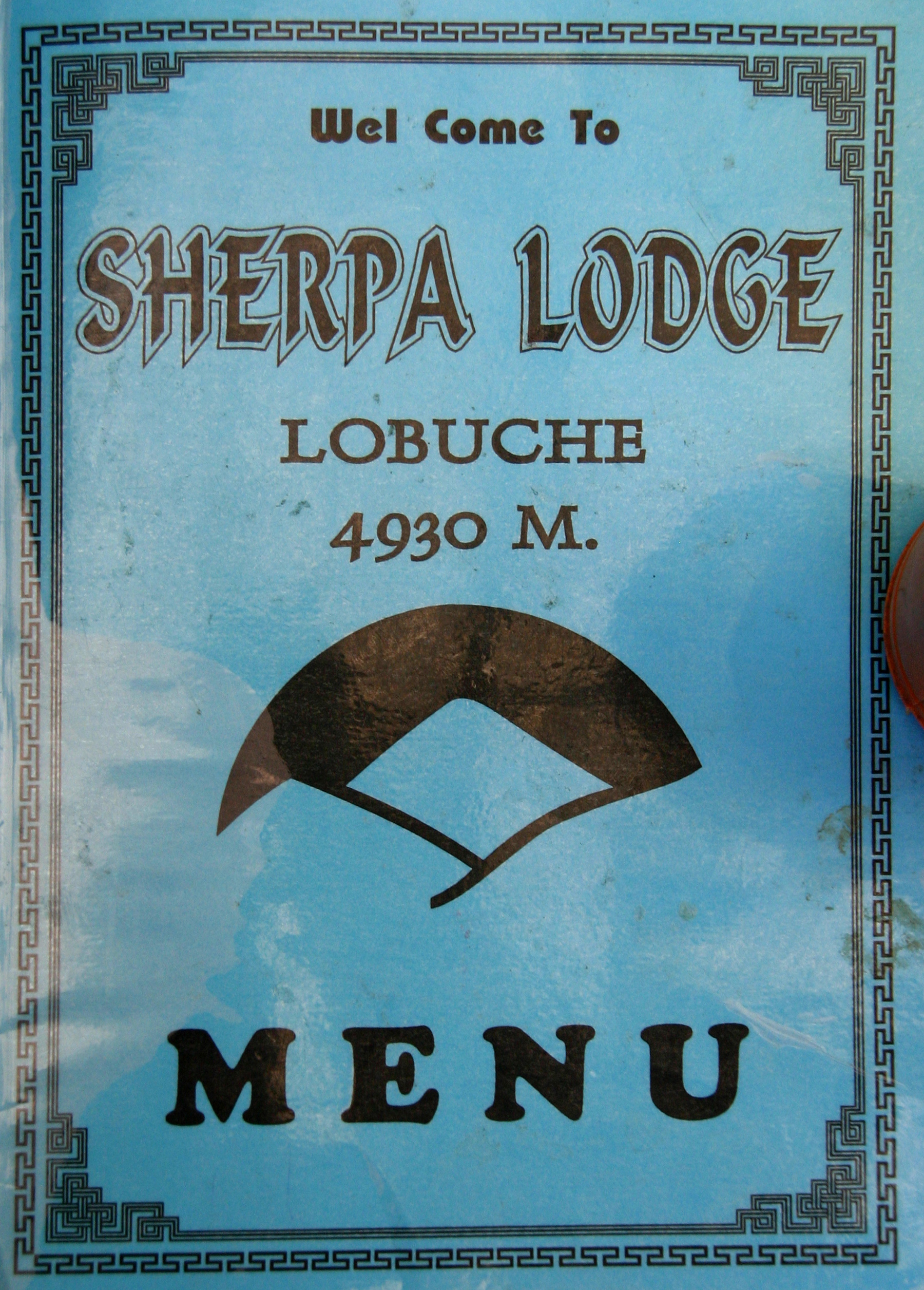
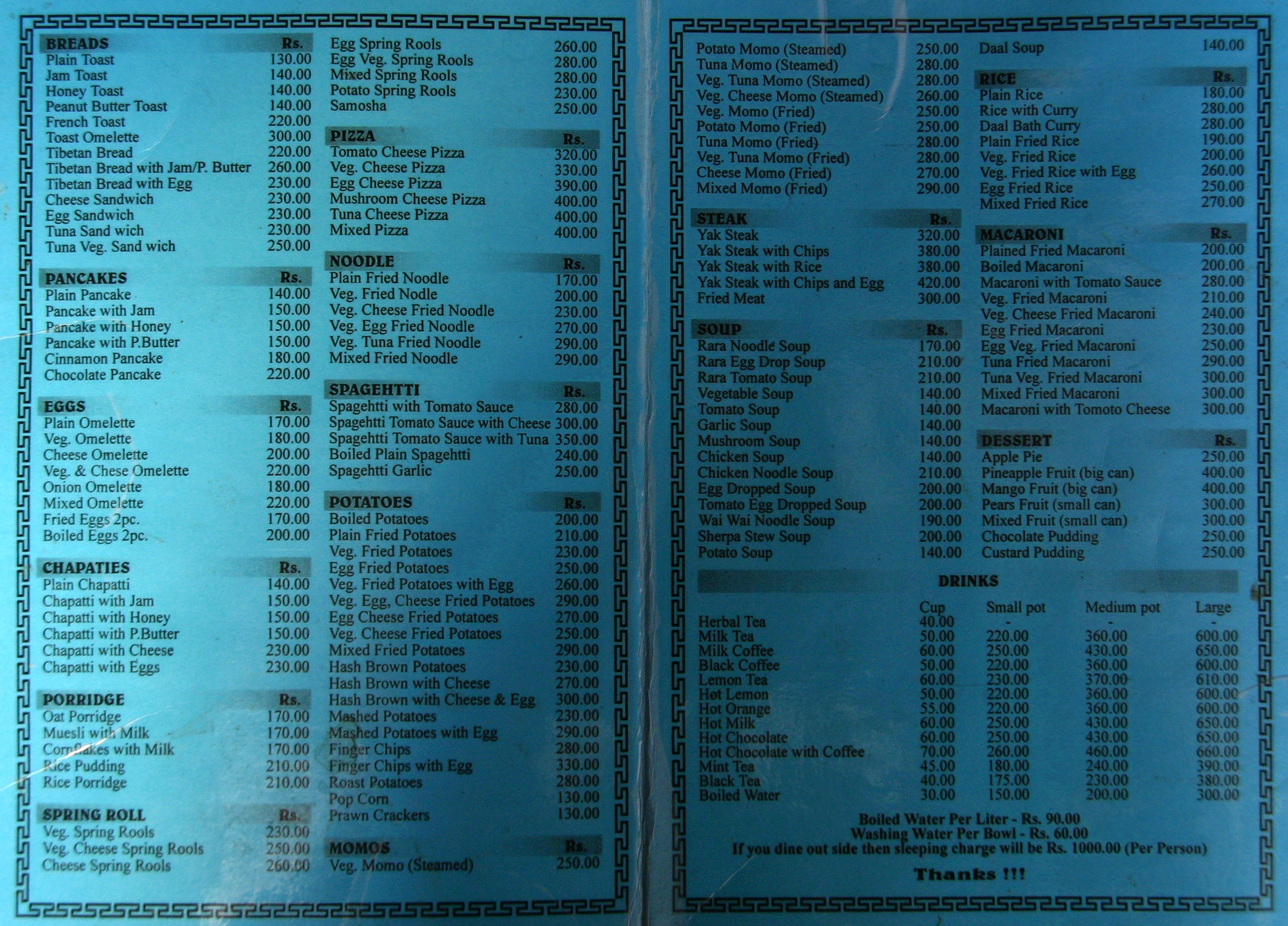
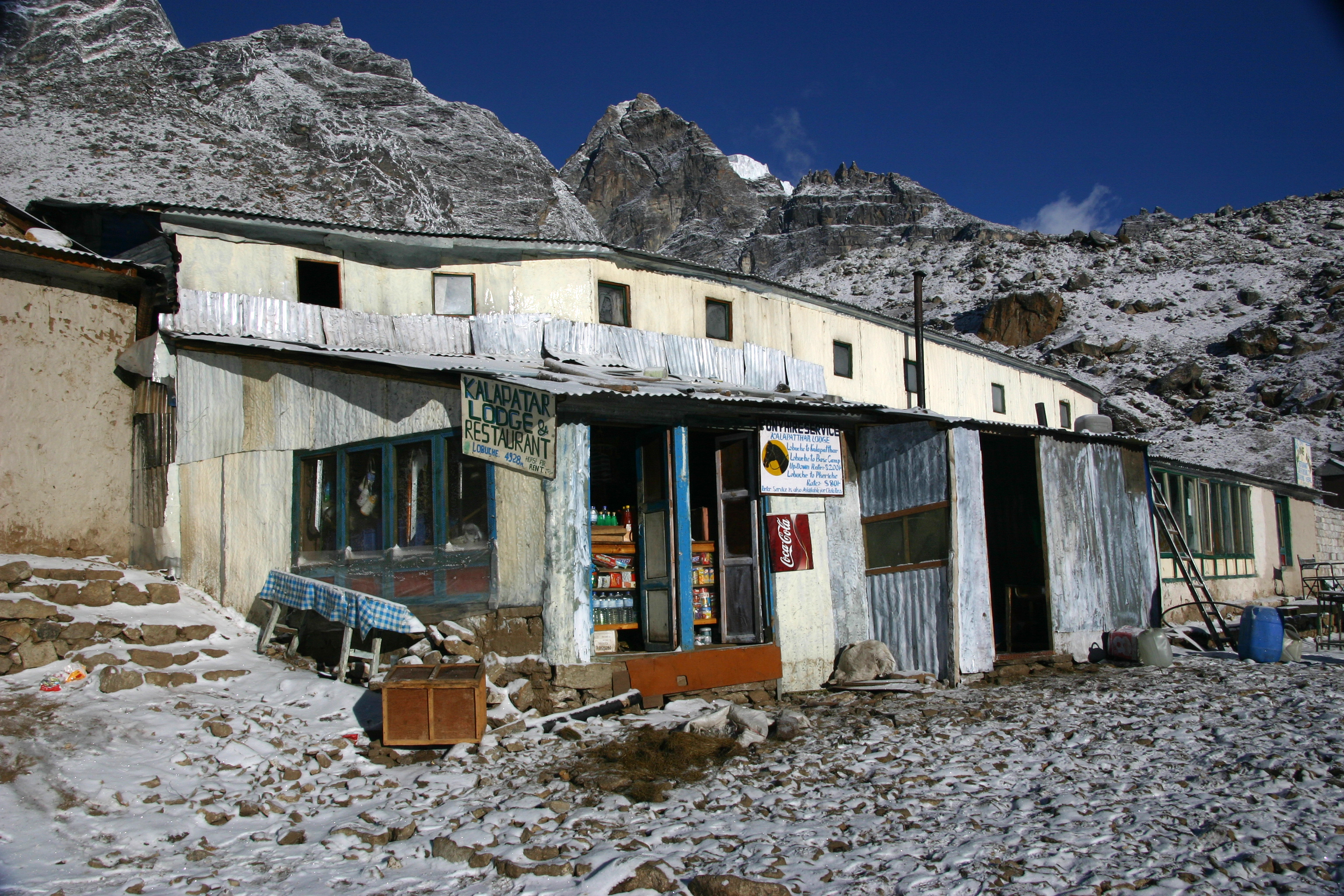
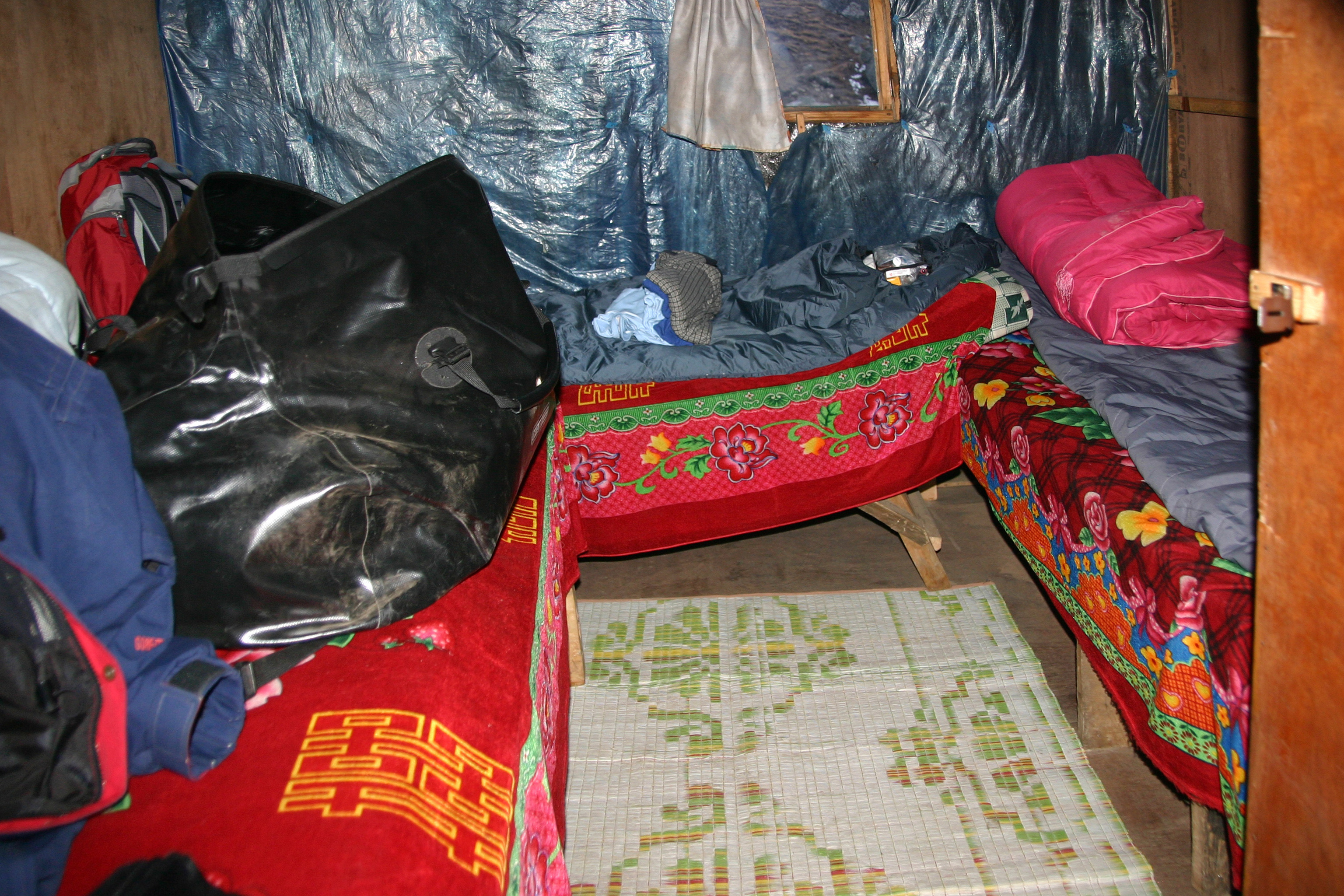
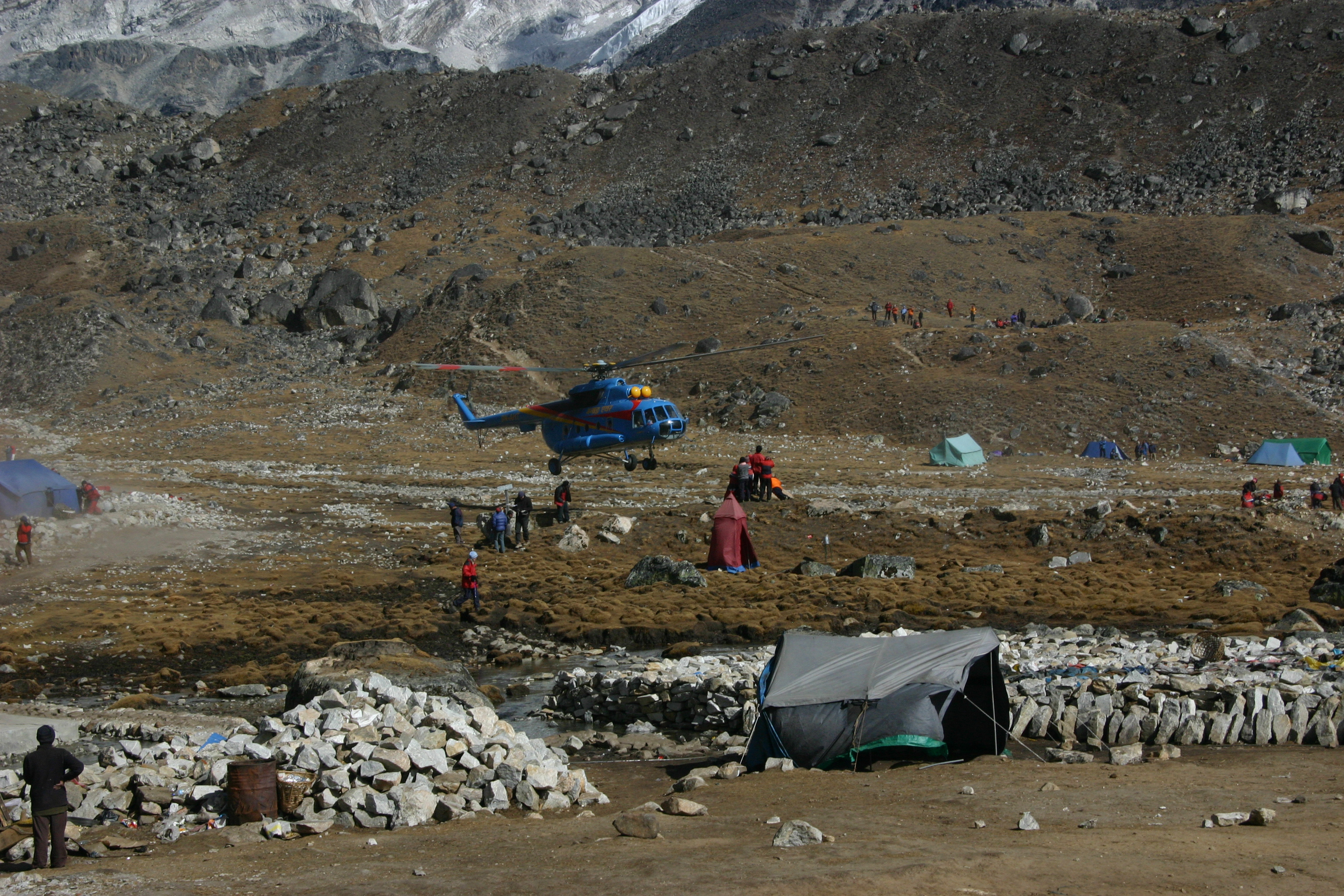